# Bitka pri Paoliju
Bitka pri Paoliju, znana tudi kot Bitka pri gostilni Paoli ali Pokol pri Paoliju, je bila bitka v filadelfijski kampanji ameriške osamosvojitvene vojne, ki se je odvila 20. septembra 1777 na območju, ki obdaja današnjega Malvern, Pensilvanija. Po umiku kontinentalne armade v bitki pri Brandywinu in neuspešni bitki oblakov je George Washington pustil za seboj sile pod poveljstvom brigadnega generala Anthonyja Wayna, da bi spremljali in se uprli britanski vojski, ko se je ta pripravljala na napad in zasedbo prestolnice Filadelfije.
Zvečer 20. septembra so britanske sile pod poveljstvom generalmajorja [[Charles Grey|Charlesom Greyom izvedle presenetljiv napad na Waynov tabor v bližini gostilne Paoli v današnjem Malvernu v Pensilvaniji, kar je povzročilo številne ameriške žrtve. Zaradi ameriških propagandistov, ki so lažno trdili, da Britanci niso dali milosti Waynovim četam, je spopad v Združenih državah Amerike postal znan kot "pokol v Paoliju".